# 東京光電子午儀
東京光電子午儀（PMC）是一架用於觀測和紀錄恆星與行星位置，然後報導於PMC星表的子午儀。

## 子午儀

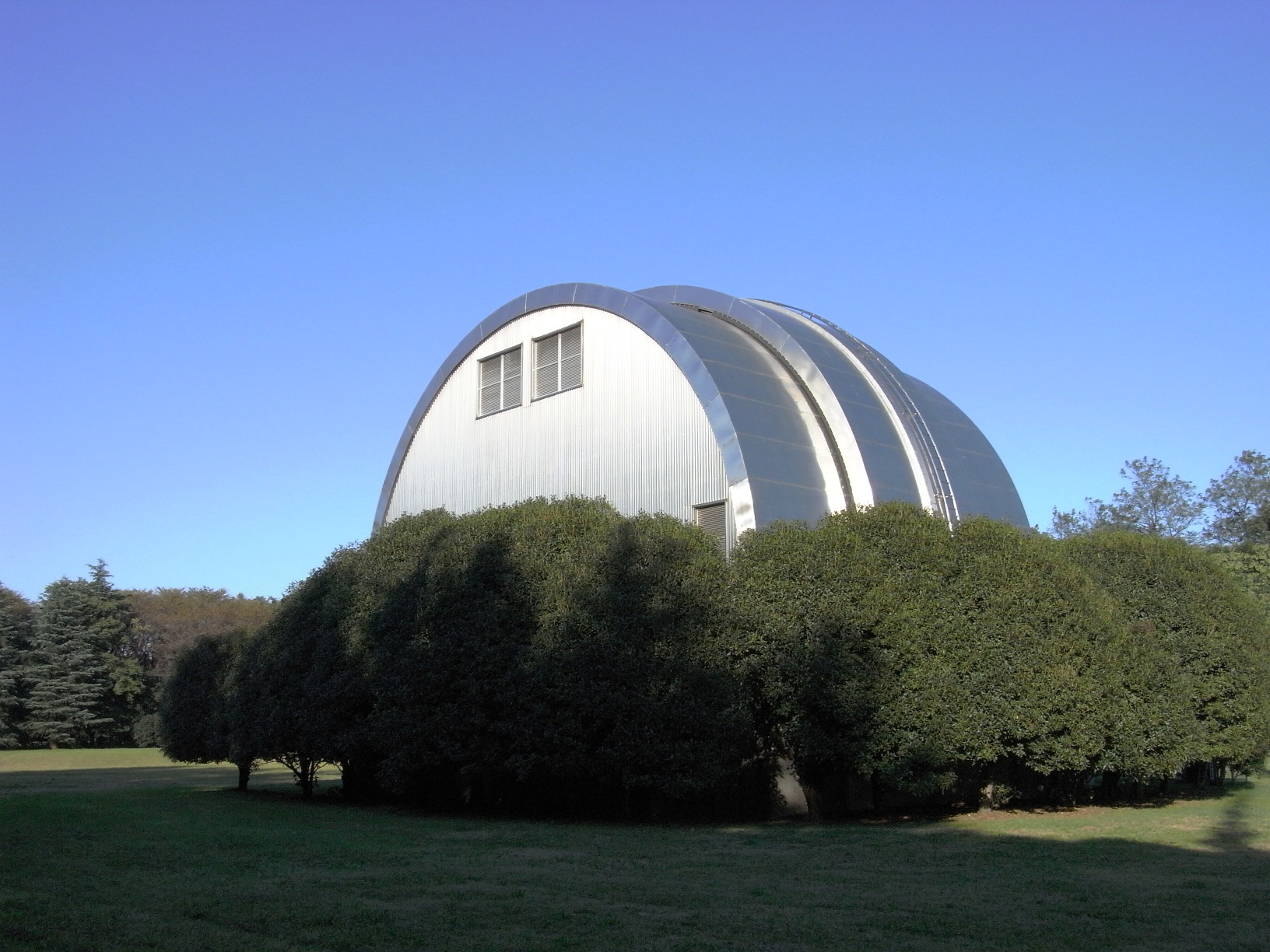
光電子午儀室。

東京光電子午儀是日本國家天文台（前身為東京天文台）位於日本東京三鷹分部的一個完全自動化的光電子午儀。它是由德國上科亨的卡爾蔡司公司製造，於1982年安裝在三鷹。這架子午儀配置雙狹縫光電測微儀、光電倍增管和一組濾鏡。
Systematic observations with the PMC的系統觀測開始於1985年12月，從遠史的目錄中篩選，大約測量了33,000顆恆星的位置。觀測的結果根據觀測的年度，依序還原成相對應的年度編成星表。每個年度的星表都包含數千顆恆星的位置。  所有年度的報告發表至1993年，各年度的星表都以機器可讀的形式備索，可以直接從日本國家天文台或斯特拉斯堡天文資料中心取得。

## 星表列表
PMC星表是將日本的東京光電子午儀觀測結果報告匯集而成的天文星表。
- Tokyo PMC Catalog 85（PMC85）（CDS ID: I/186 （页面存档备份，存于））：在1985年觀測1,700顆恆星位置的星表。
- Tokyo PMC Catalog 86（PMC86）（CDS ID: I/167 （页面存档备份，存于））：在1986年觀測3,974顆恆星位置的星表。
- Tokyo PMC Catalog 87（PMC87）（CDS ID: I/187 （页面存档备份，存于））：在1987年觀測5, 748顆恆星位置的星表。
- Tokyo PMC Catalog 88（PMC88）（CDS ID: I/188）：在1987年觀測3,800顆恆星，和1986年至1988年觀測行星位置的星表。
- Tokyo PMC Catalog 89（PMC89）（CDS ID: I/198）：在1989年觀測3,866顆恆星位置的星表。
- Tokyo PMC Catalog 90-93（PMC90－93）（CDS ID: I/248 （页面存档备份，存于））：在1990年至1993年觀測6,649顆恆星位置的星表。